# Ватра (предприятие)
«Ватра» — промышленное предприятие в городе Тернополь Тернопольской области Украины.

## История

### 1957 - 1991
Предприятие было построено в 1957 году как завод «Електроарматура», специализировавшийся на производстве технических светильников. 
Уже в 1958 году завод произвёл продукции на сумму 1120 тыс. рублей, в дальнейшем объем производства и номенклатура выпускаемых изделий расширялись. 
В 1970 году десять светильников завода получили Государственный знак качества СССР.
В 1971 году завод был преобразован в головное предприятие производственного объединения «Ватра». В дальнейшем, в соответствии с девятым пятилетним планом развития народного хозяйства СССР (1971 - 1975) началось его расширение.
В 1972 году общая численность рабочих, служащих и инженерно-технических работников предприятия составляла около 4 тысяч человек.
В 1978 году завод освоил производство прожекторов.
В начале 1980-х годов основной продукцией предприятия оставались осветительные системы для промышленных предприятий и шахт, также изготавливал специализированные системы освещения (именно здесь были сделаны системы освещения для мавзолея В. И. Ленина, мавзолея Георгия Димитрова, мавзолея Хо Ши Мина и спортивных объектов "Олимпиады-1980") и бытовые светильники (люстры, торшеры, настенные бра и др.). В 1981 году объём производства предприятия составлял 300 тысяч светильников в год, которые продавались на территории СССР и экспортировались в другие страны мира. 
12 марта 1981 года за производственные достижения производственное объединение "Ватра" имени 60-летия Советской Украины было награждено орденом Трудового Красного Знамени.
К 7 ноября 1981 года предприятие разработало и представило новые люстры "Премьера" и "Альфа" с мелкомасштабными кристаллами хрусталя.
В 1988 году завод получил новое наименование - Тернопольское научно-производственное объединение «Ватра».
В целом, в советское время завод входил в число ведущих предприятий города, на его балансе находился заводской Дом культуры и другие объекты социальной инфраструктуры.

### После 1991
После провозглашения независимости Украины государственное предприятие было преобразовано в открытое акционерное общество.
В июле 1995 года Кабинет министров Украины утвердил решение о приватизации завода.
В августе 1997 года завод был включён в перечень предприятий, имеющих стратегическое значение для экономики и безопасности Украины, в 2006 году - реорганизован в общество с ограниченной ответственностью.
В 2015 году завод разработал светосигнальную систему для аэродромов "Фотон". После завершения её испытаний на аэродроме в Староконстантинове, в январе 2016 года было принято решение о их производстве для оборудования военных аэродромов ВВС Украины. До 13 ноября 2019 года системой "Фотон" были оборудованы шесть аэродромов ВВС Украины.
В апреле 2016 года Дом культуры "Ватра" был выставлен на продажу.

## Деятельность
Предприятие производит промышленные, бытовые и специализированные светильники различного назначения.